# Petersenspitze
Die Petersenspitze ist ein 3472 m ü. A. hoher Berggipfel des Weißkamms in den Ötztaler Alpen im österreichischen Bundesland Tirol. Sie besitzt eine firnbedeckte Kuppe und ist aufgrund ihrer Nord- bzw. Nordwestwand bei Bergsteigern als anspruchsvolles Hochtourenziel beliebt. Benannt ist die Spitze nach dem Chemiker Theodor Petersen, der zwischen 1869 und 1894 Vorsitzender der Sektion Frankfurt am Main des Deutschen Alpenvereins war. In den Jahren von 1871 bis 1893 gelangen Petersen einige Erstbesteigungen in den Ötztaler Alpen. Zuerst erreicht wurde der Gipfel am 26. Juli 1874 von Moritz von Déchy aus Budapest, Victor Hecht aus Prag, sowie den Bergführern Johann Pinggera und Josef Spechtenhauser als Überschreitung von der Wildspitze aus ins Pitztal.

## Lage und Umgebung
Die Petersenspitze liegt im Weißkamm, einer von Südwesten nach Nordosten verlaufenden, etwa 20 km langen Bergkette. Sie sendet nach Nordosten, Süden und Westen ausgeprägte Grate, die meist durch Gletscher bedeckt sind. Im Norden erstreckt sich der Taschachferner bis hinauf zum Gipfel, im Süden liegt der Große Vernagtferner. Benachbarte Berge sind im Verlauf des Südgrats im Südosten, getrennt durch das Brochkogeljoch (3423 m), der Hintere Brochkogel mit 3625 Metern Höhe, im Westen, getrennt durch das Taschachjoch (3236 m), die 3400 Meter hohe Hochvernagtwand und im Nordosten liegt im Gratverlauf die Taschachwand mit 3354 Metern. Der nächste bedeutende Ort ist das in gut fünf Kilometern Luftlinie südöstlich gelegene Vent.

## Touristische Erschließung
Der Weg der Gruppe um Victor Hecht und Moritz von Déchy am 26. Juli 1874 führte von der Wildspitze aus über das Brochkogeljoch und über den Südgrat zu Gipfel, danach stieg man ab ins Pitztal. Der Weg vom Brochkogeljoch aus ist auch heute noch der Normalweg, der leichteste Anstieg auf die Petersenspitze. Als Stützpunkt kann die auf 2755 Metern Höhe gelegene Vernagthütte dienen. Die Gehzeit beträgt laut Literatur drei Stunden und führt zunächst über den Vernagtferner auf das Joch und dann über den Südgrat zum Gipfel. Eine kombinierte schwere Route, Eis bis 60° Neigung und Fels im Schwierigkeitsgrad UIAA II führt durch die Nordwestflanke. Die 150 Meter hohe Nordwand mit einer Eisneigung von bis zu 50° ist vom nördlich gelegenen Taschachhaus (2434 m) erreichbar. Karl Prusik hat 1940 die Petersenspitze über die Taschach-Eisflanke (Eisneigung bis 50°, Fels UIAA I) zuerst begangen.

## Literatur und Karte

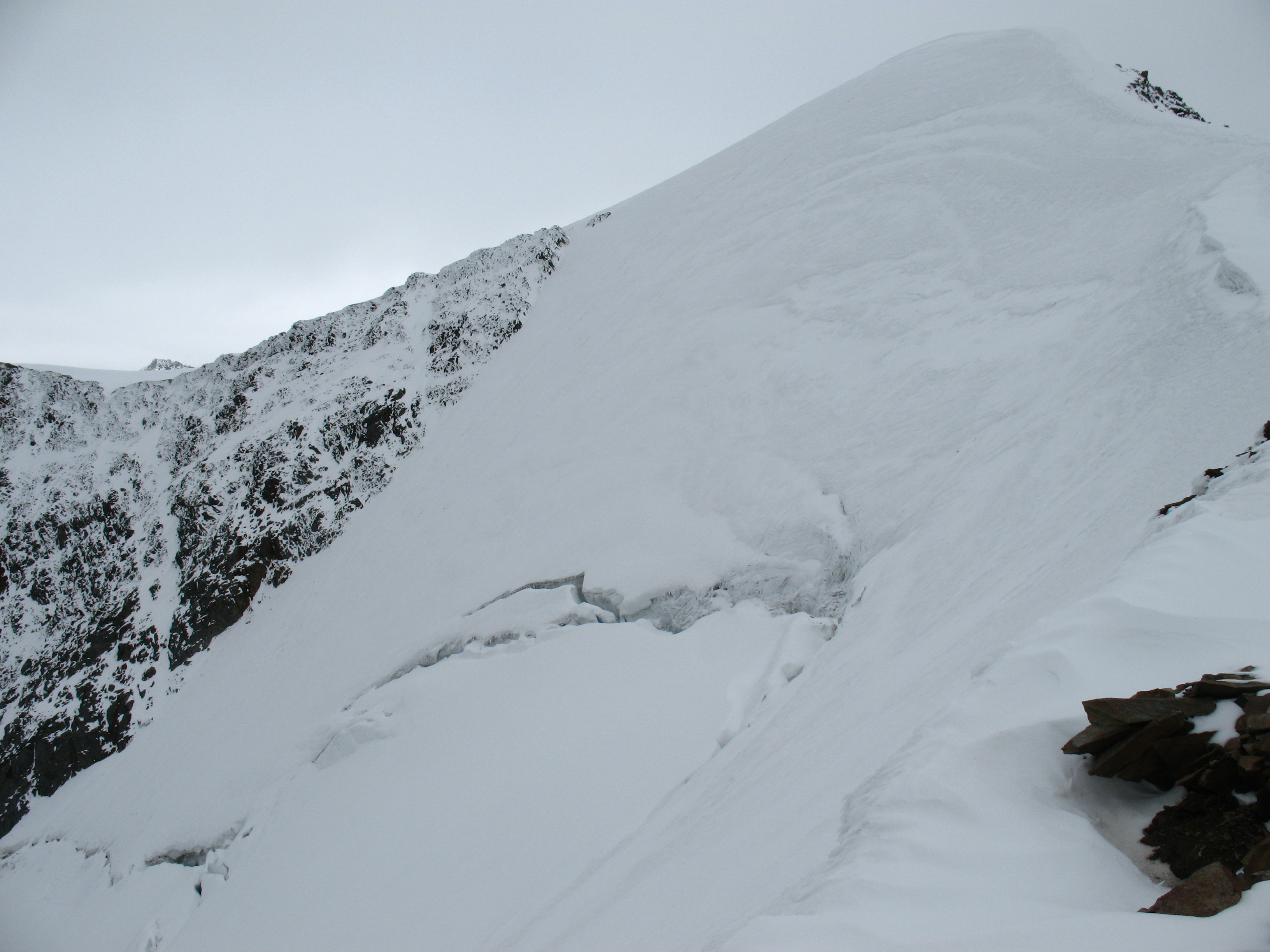
Nordwand
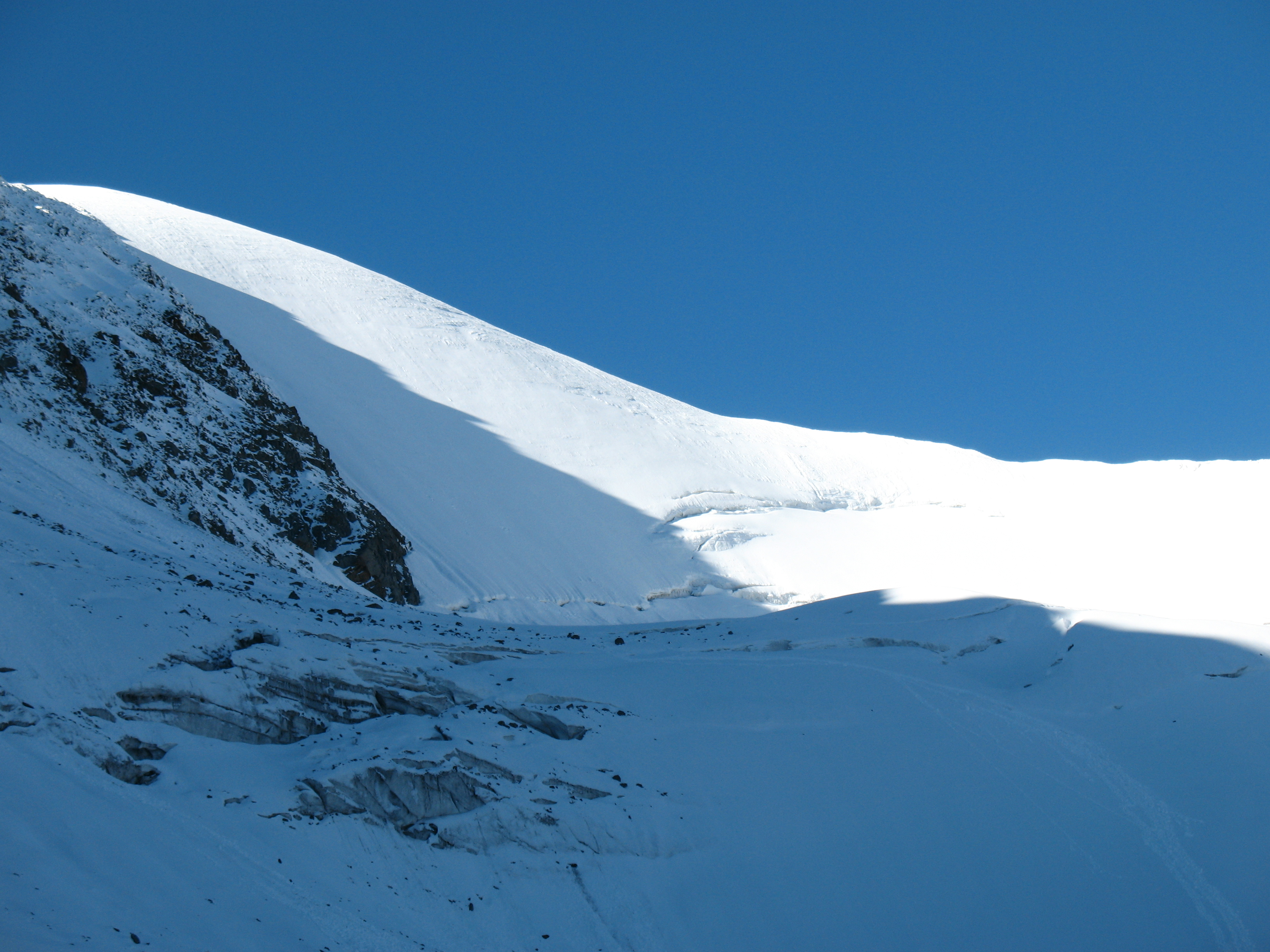
Nordwand von unten
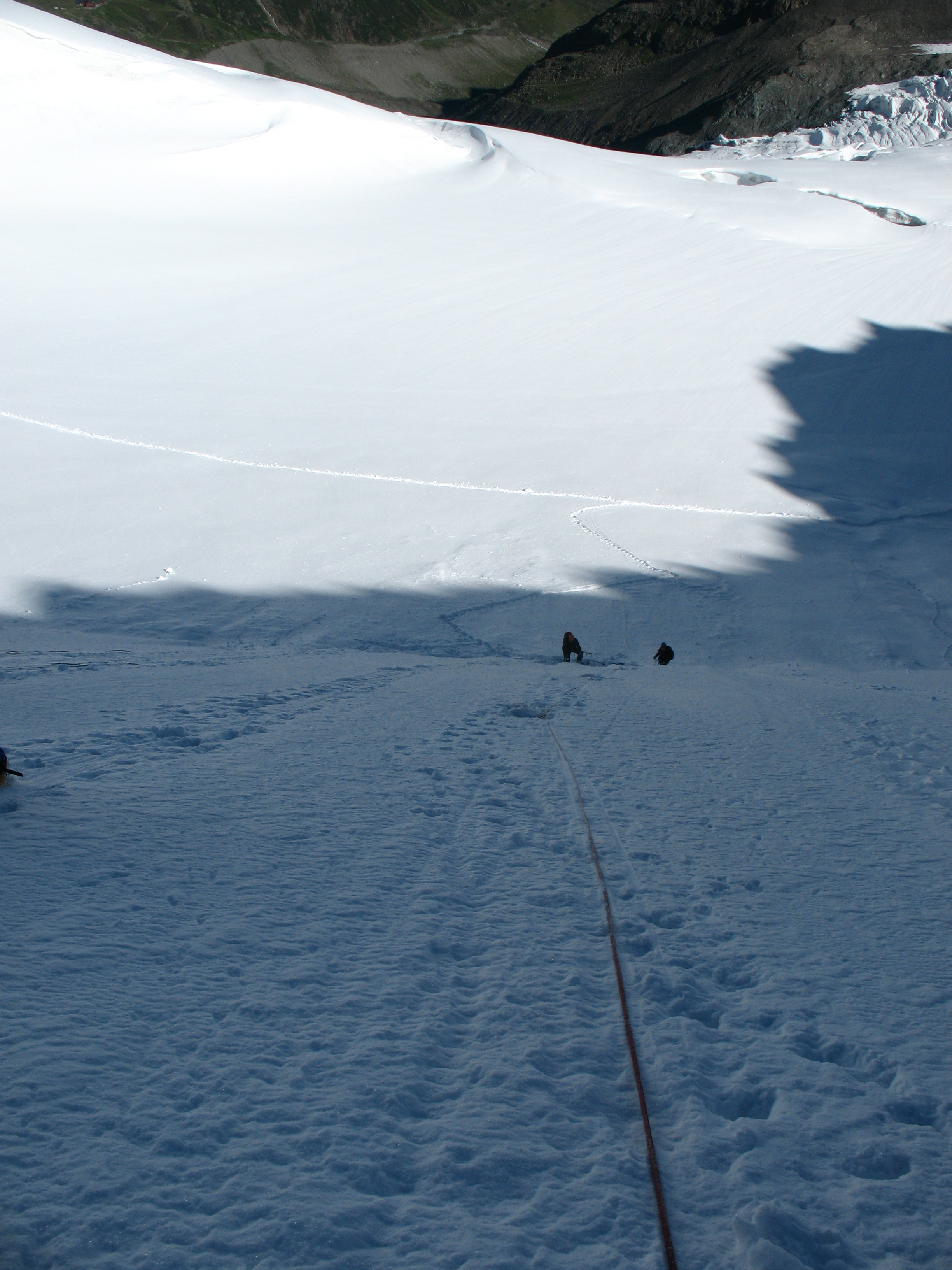
In der Nordwand
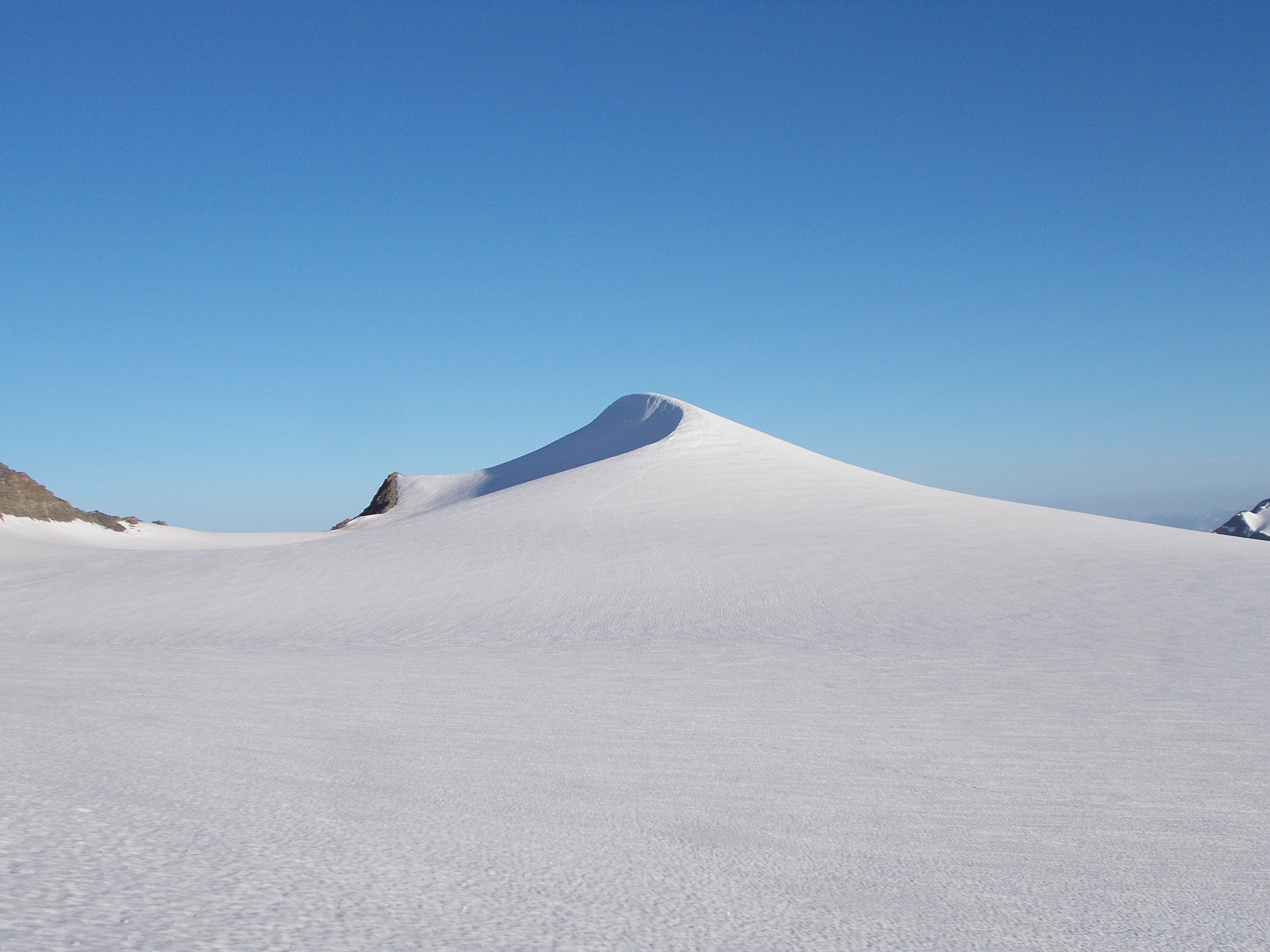
Petersenspitze vom Aufstieg zur Wildspitze